# Primera División 1934 (Argentina)
La Primera División 1934 è stata la quarta edizione del massimo torneo calcistico argentino e la quarta ad essere disputata con la formula del girone unico.

## Classifica
| Pos | Club                        | G  | V  | N  | S  | GF  | GS  | P  |
| 1   | Boca Juniors                | 39 | 23 | 9  | 7  | 101 | 62  | 55 |
| 2   | Independiente               | 39 | 23 | 8  | 8  | 73  | 41  | 54 |
| 3   | San Lorenzo de Almagro      | 39 | 22 | 7  | 10 | 84  | 63  | 51 |
| 4   | River Plate                 | 39 | 23 | 4  | 12 | 91  | 44  | 50 |
| 5   | Estudiantes de La Plata     | 39 | 17 | 10 | 12 | 70  | 56  | 44 |
| 6   | Racing Club de Avellaneda   | 39 | 18 | 7  | 14 | 83  | 64  | 43 |
| 6   | Platense                    | 39 | 16 | 11 | 12 | 70  | 74  | 43 |
| 8   | Vélez Sársfield             | 39 | 16 | 9  | 14 | 80  | 70  | 41 |
| 9   | Gimnasia y Esgrima La Plata | 39 | 14 | 10 | 15 | 82  | 86  | 38 |
| 10  | Huracán                     | 39 | 14 | 9  | 16 | 59  | 67  | 37 |
| 11  | Chacarita Juniors           | 39 | 13 | 8  | 18 | 63  | 74  | 34 |
| 12  | Unión Talleres-Lanús        | 39 | 8  | 11 | 20 | 50  | 81  | 27 |
| 13  | Ferro Carril Oeste          | 39 | 6  | 8  | 25 | 51  | 100 | 20 |
| 14  | Argentinos Juniors          | 39 | 2  | 5  | 32 | 38  | 113 | 9  |

### Classifica marcatori
|  | Gol | Marcatore        | Squadra     |
|  | --- | ---------------- | ----------- |
|  | 34  | Evaristo Barrera | Racing Club |